# Steinseehütte
Die Steinseehütte ist eine Schutzhütte der Sektion Landeck des Österreichischen Alpenvereins in den Lechtaler Alpen, Tirol, Österreich.

## Lage
Die 1924 erbaute Steinseehütte liegt auf einer Höhe von 2061 m ü. A. im Steinkar. Der namengebende Steinsee liegt etwa 20 Gehminuten entfernt und 160 Höhenmeter oberhalb der Hütte.

## Geschichte
Bereits 1924 wurde die erste kleine Holz-Hütte in dem vor allem für Kletterer beliebten Gebiet erbaut. Kurz darauf wurde ein Küchenraum angebaut. 1954 wurde an die bisherige Hütte ein Steinbau angefügt. Zwischen 1966 und 1968 wurde ein zweiter Erweiterungsbau angebaut. 1983 konnte der Rohbau eines weiteren Anbaus erstellt werden, bei dem im folgenden Jahr der Innenausbau folgte. 2017 wurde wieder ein Anbau angebaut.

## Zugänge
Von Zams bei Landeck über die Alfuzhütte/Alfuzalm durch das Starkenbachtal, 5 Stunden, Südaufstieg. Es gibt einen mit PKW befahrbaren Weg zur Alfuzhütte, private Skihütte, teilweise bewirtschaftet, Parkplatz, ab hier 2,5 bis 3 Stunden.

## Nachbarhütten und Übergänge
- zum Württemberger Haus über Roßkarscharte und Gebäudljöchl, 4 Stunden. Der Abstieg von der Roßkarscharte führt durch eine unangenehme, plattige Rinne, längere Seilversicherung. Für Ungeübte ohne erfahrene Begleitung ist der Übergang ungeeignet.
- zur Hanauer Hütte entweder über die vordere oder die hintere Dremelscharte, 2,5 bzw. 3,5 Stunden. Beide Übergänge erfolgen über längere lockere Schutthänge und erfordern Trittsicherheit. Von der Steinseehütte aus geht man besser die vordere, westliche Dremelscharte, von der Hanauer Hütte aus die hintere, östliche, da man den steileren Teil dann im Anstieg hat.
- zur Muttekopfhütte durch das Larsennkar, wenig begangen, abwechslungsreich, lang (laut AV-Führer 6 h, eher länger), über die Verborgene Gratscharte am Bergwerkskopf. Kaum markiert. Alternativ die ebenfalls lange Route an der Hanauer Hütte vorbei über Galtseitjoch und Muttekopfjoch, viel begangen.

## Gipfel
- Dremelspitze, 2741 m, Normalweg (markiert) Schwierigkeitsgrad II, weitere Anstiege bis VI („die schönste Kletterei in brüchigem Gestein“),
- Steinkarspitze, 2650 m, u. a. leichter Klettersteig, weitere Anstiege bis Schwierigkeitsgrad VI
- Parzinnspitze 2613 m, Schwierigkeitsgrad II
- Südwestlicher Parzinnturm, 2590 m, Ostkante („Lange Kante“), Schwierigkeitsgrad III, eine der beliebtesten Klettertouren der Umgebung, Abstieg über die Südflanke I
- Nordöstlicher Parzinnturm, 2582 m, Westflanke Schwierigkeitsgrad I, weitere Touren III bis IV
- Spiehlerturm, ca. 2550 m, beliebter Kletterzacken, Normalanstieg Schwierigkeitsgrad III+, ausgesetzt, weitere Routen bis V+
- Schneekarlespitze, 2647 m, Normalweg Schwierigkeitsgrad II+, viele weitere Routen im Bereich IV bis V
- Bergwerkskopf, 2728 m, Normalweg Schwierigkeitsgrad II bis III, weitere Routen bis V

### Klettern
Die Umgebung der Steinseehütte bietet viele Klettermöglichkeiten. In den letzten Jahren wurden zahlreiche Klassiker mit Bohrhaken sparsam saniert. Daneben gibt es einige neue,  sehr gut abgesicherte Routen. Als Beispiel sei die Route „Gusta“ genannt. Am Sockel der Schneekarlespitze gibt es einige Klettergärten.
Dank der großen Anzahl von Kletterrouten unterschiedlicher Schwierigkeit und Absicherungszustand  eignet sich  das Gebiet um die Steinseehütte hervorragend, um den Schritt vom Sportklettern oder Hallenklettern zum Alpinklettern zu wagen.

Umgebung der Steinseehütte
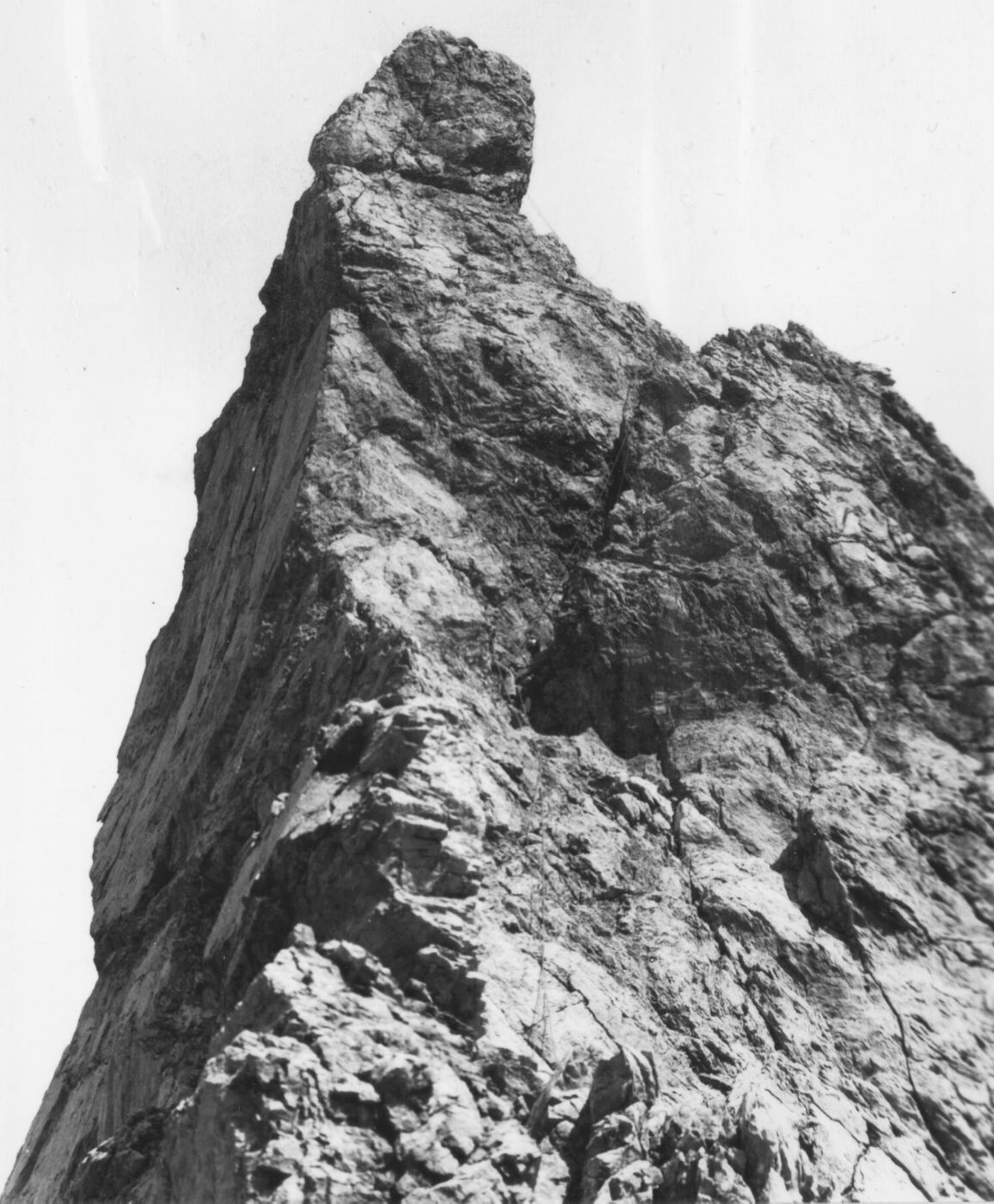
Gipfelaufbau des Spiehlerturms, fotografiert vom Normalweg
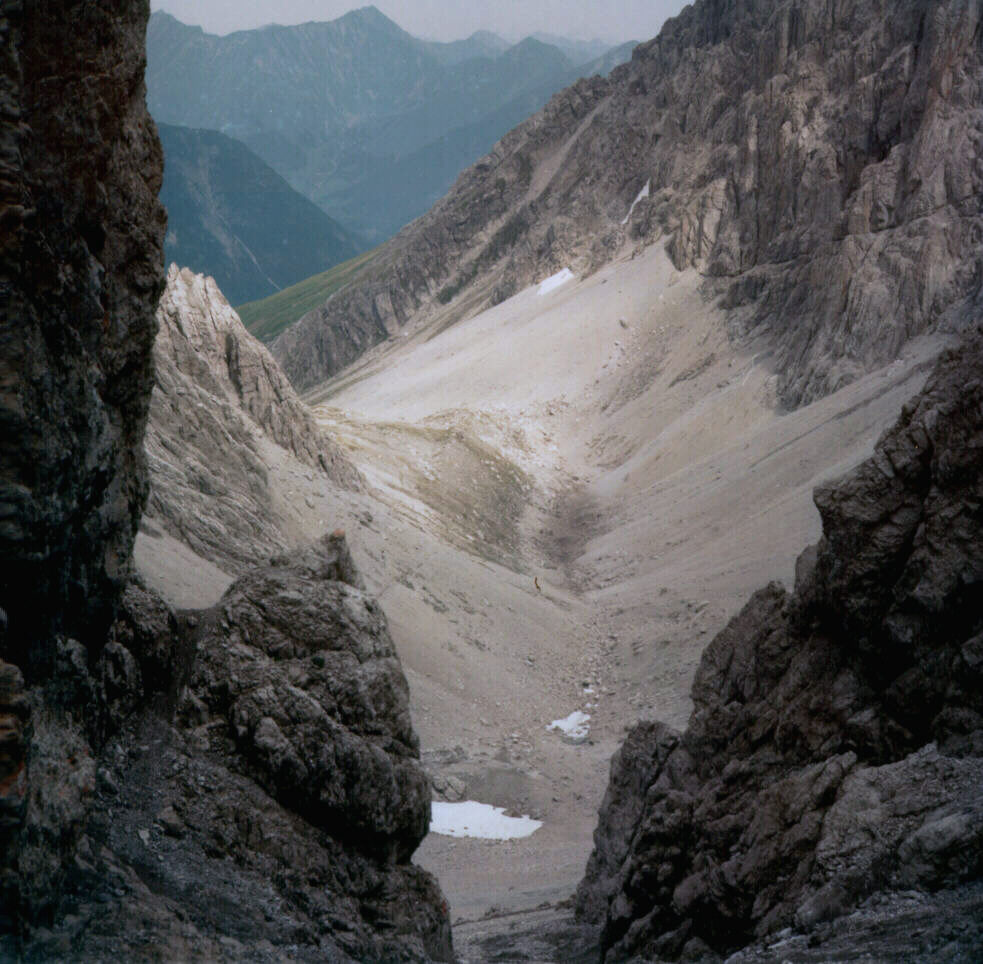
Blick von der hinteren Dremelscharte
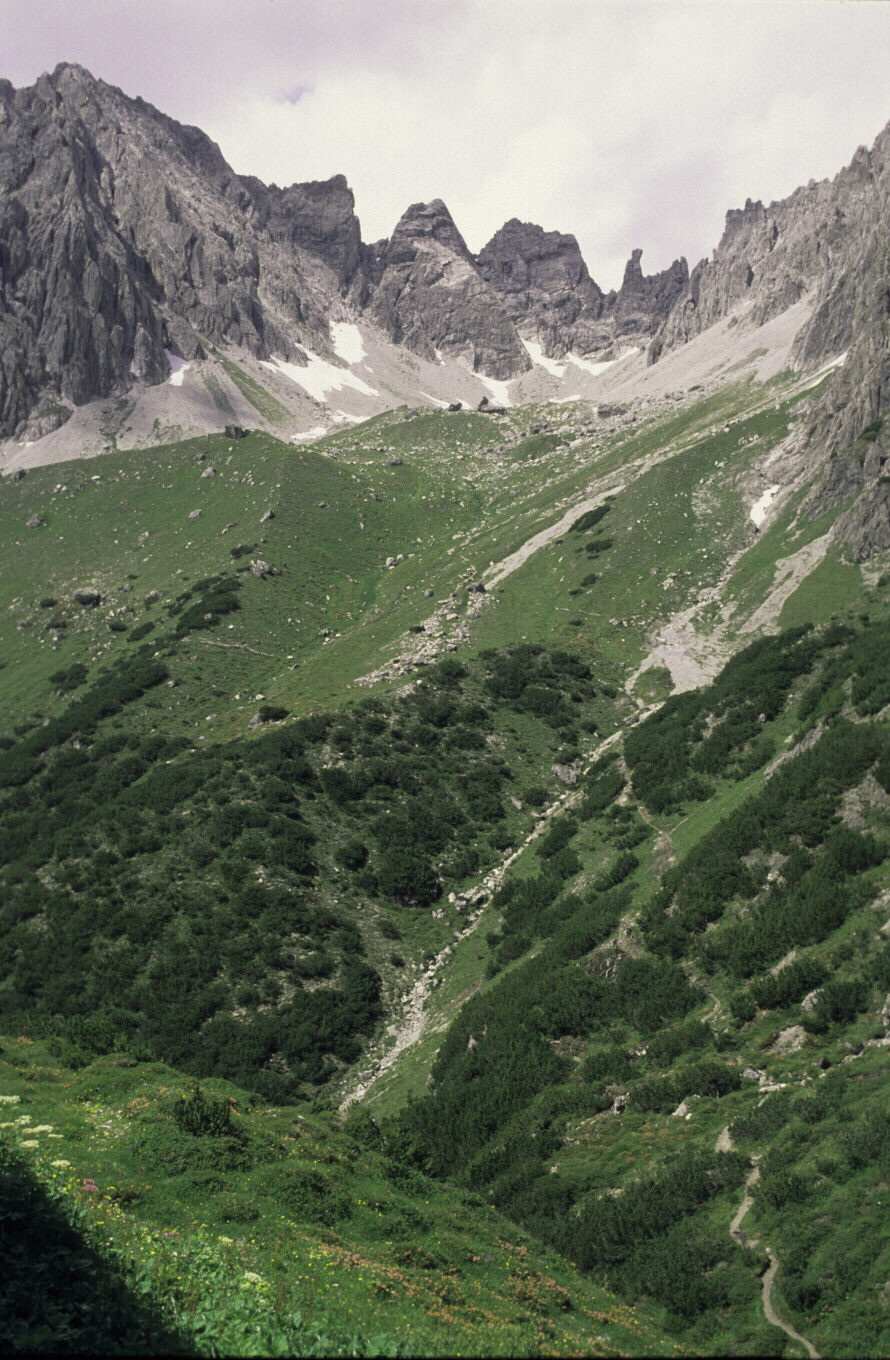
Parzinntürme, fotografiert von der Steinseehütte
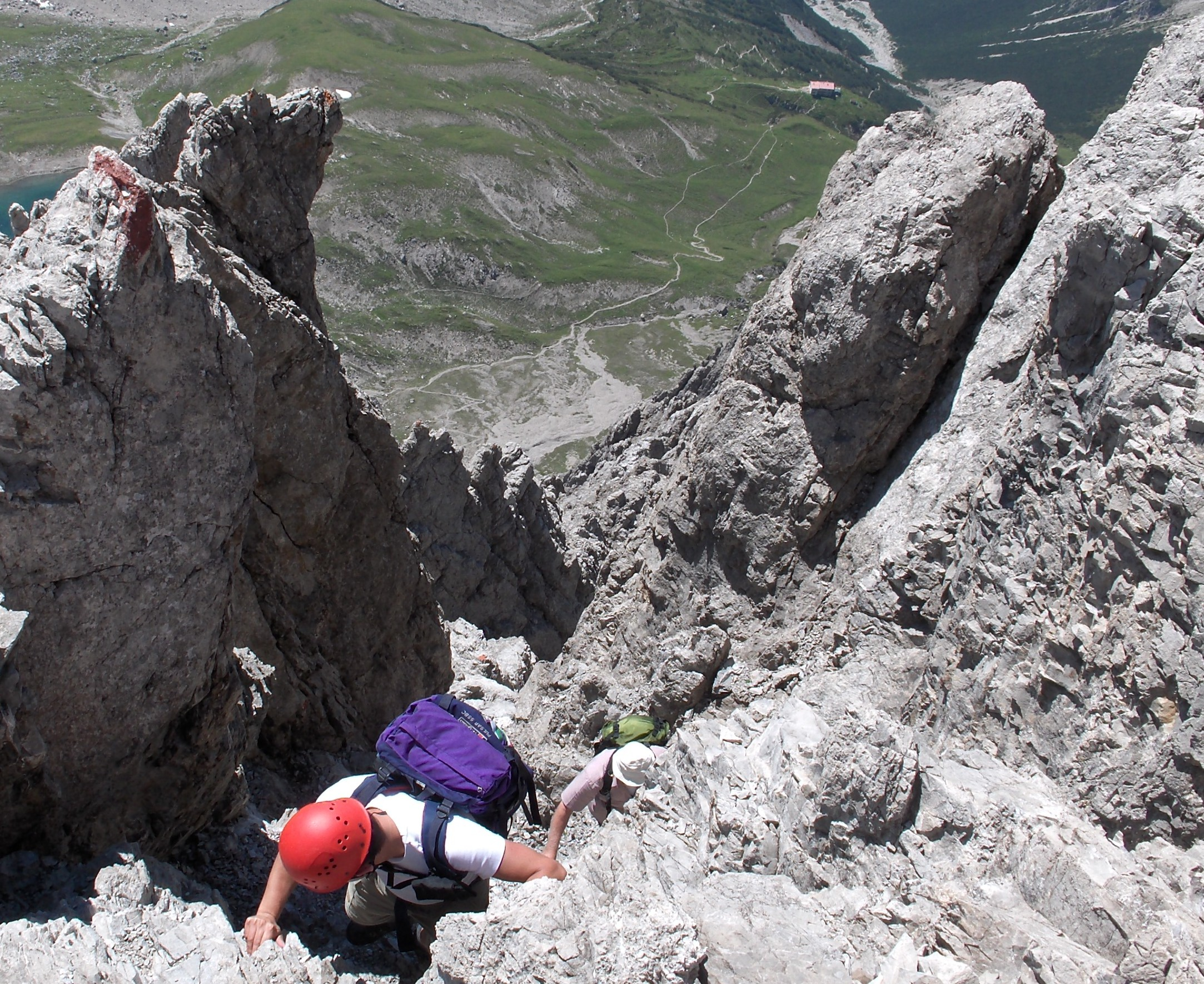
Steinsee und Steinseehütte vom Normalweg auf die Dremelspitze aus
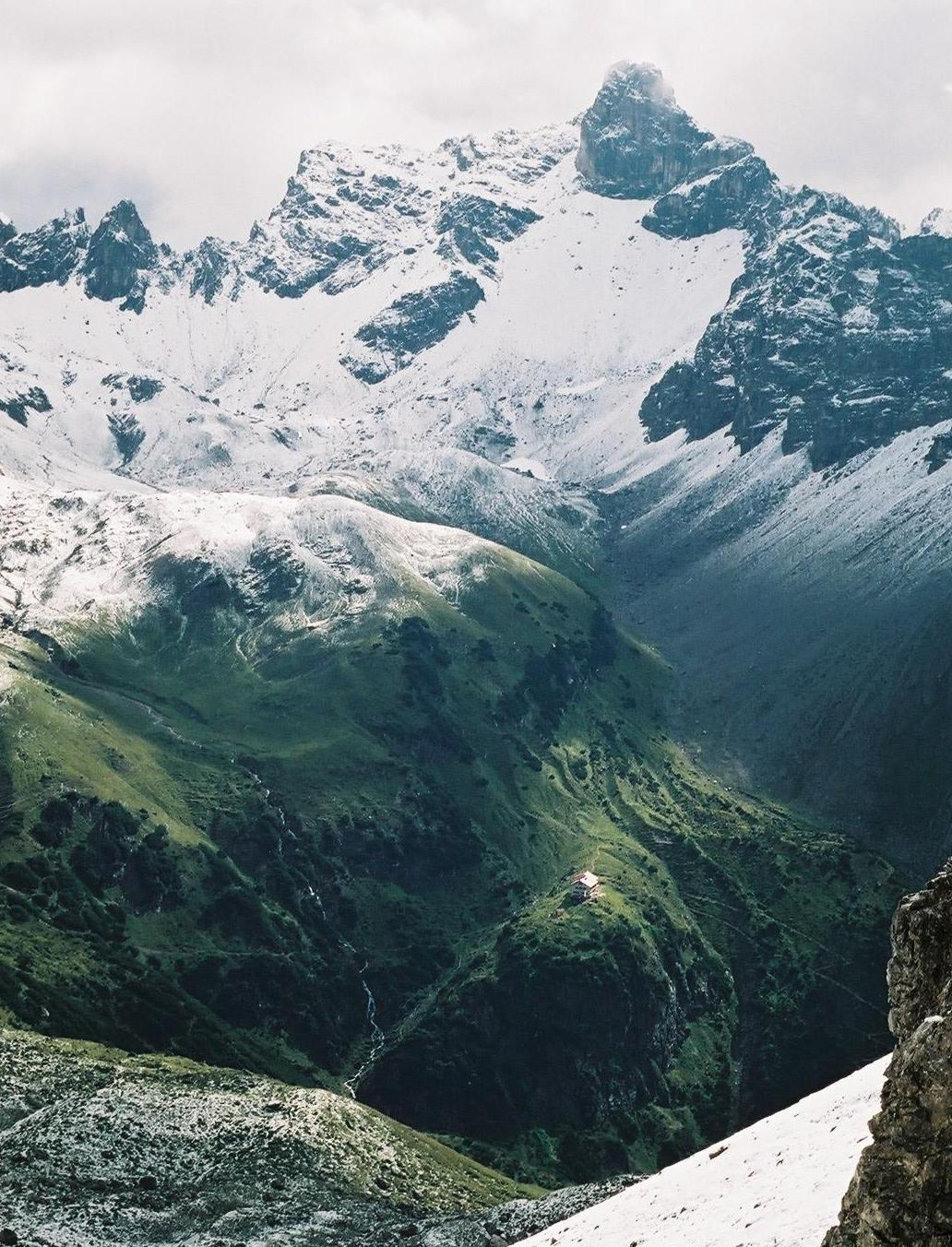
Bergwerkskopf, aufgenommen vom Gufelgrasjoch
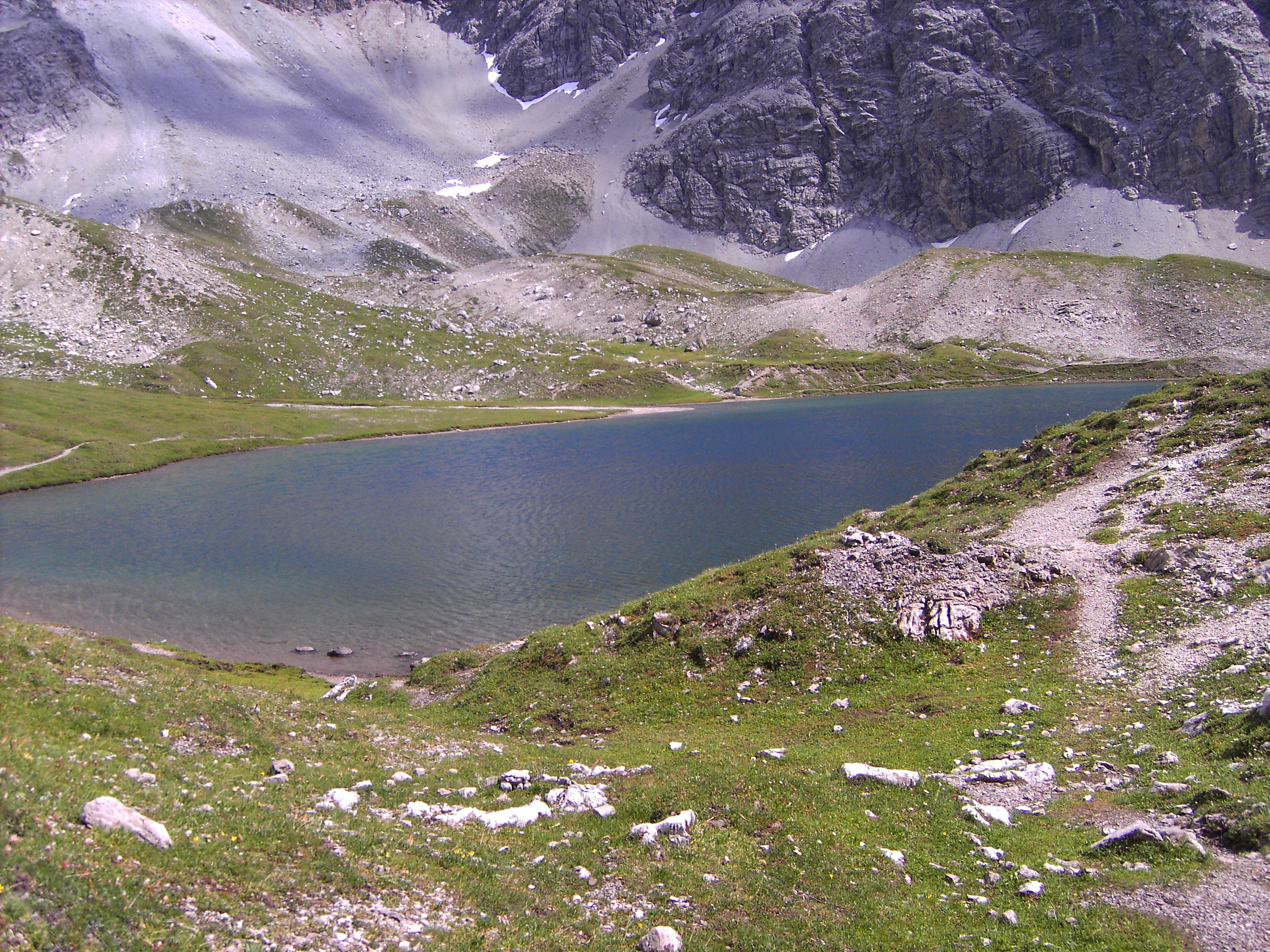
Steinsee

## Karten und Literatur
- Alpenvereinskarte 3/4 Lechtaler Alpen - Heiterwand und Muttekopfgebiet (1:25.000)
- Heinz Groth / Rudolf Wutscher: Gebietsführer Lechtaler Alpen. Bergverlag Rother, München, ISBN 978-3-7633-3261-8
- Dieter Seibert: Alpenvereinsführer alpin, Lechtaler Alpen. Bergverlag Rother, München, ISBN 978-3-7633-1268-9